# Shining (groupe norvégien)
Pour les articles homonymes, voir Shining.
Shining est un groupe de metal avant-gardiste norvégien, originaire d'Oslo. Treize musiciens ont fait partie de la formation de ce groupe durant son histoire, avec à sa tête le chanteur, guitariste, saxophoniste, et compositeur Jørgen Munkeby qui en est le seul membre constant.
Shining est formé en 1999, en tant que quartet de jazz instrumental dont les membres initiaux sont Munkeby, le batteur Torstein Lofthus, le pianiste Morten Qvenild et le contrebassiste Aslak Hartberg. Ils sortent leurs premiers albums Where the Ragged People Go et Sweet Shanghai Devil respectivement en 2001 et 2003. Leur album In the Kingdom of Kitsch You Will Be a Monster, publié en 2005, guide le groupe vers un son plus avant-gardiste, plus électrique et orienté rock, puisque Qvenild se met à jouer du synthétiseur et d'autres claviers électroniques, et Hartberg remplace sa contrebasse par une basse.
Qvenild et Hartberg quittent le groupe à la sortie de l’album, et seront remplacés en 2005 respectivement par Andreas Hesse Schei et Morten Strøm. Fort de cette formation, Shining publie Grindstone en 2007, un album qui leur fait prendre une direction plus lourde et les éloigne de plus en plus du jazz, intégrant des éléments de rock progressif, de pop, ainsi que de la musique classique des 19e et 20e siècles. Au cours des années, Andreas Hesse Schei est remplacé par Andreas Ulvowho, qui est lui-même remplacé par Bernt Moen, tandis que Tor Egil Kreken remplaçait Morten Strøm à la basse. De plus, le groupe intègre le guitariste Even Helte Hermansen comme nouveau membre en 2010, ce qui étend la formation à un quintette.
La sortie de leur cinquième album, Blackjazz, en 2010 fait de Shining un groupe avant-gardiste de metal extrême, notamment avec l'utilisation de la voix grondante, parfois gutturale de Munkeby. Cette même année, Hermansen est remplacé par Sagen. Leur premier album live, Live Blackjazz, et leur dernier album en date, One One One, sorti en 2013, suivent la direction musicale lancée par Blackjazz. Pendant les années suivantes, Lofthus (le seul membre original qui restait à part Munkeby) Løchsen et Kreken quittent tous le groupe. Les deux premiers sont remplacés par Tobias Ornes Andersen et Eirik Tovsrud Knutsen respectivement, tandis que le nouveau bassiste n'a pas encore été trouvé.
Les albums de Shining, orientés metal, sont reçus avec beaucoup d'éloges de la part des mondes du jazz, du heavy metal, mais aussi du grand public,,,,,.

## Biographie

### Albums acoustiques
Shining est formé en 1999 par le saxophoniste et multi-instrumentiste Jørgen Munkeby. Munkeby qui, ayant déménagé à Oslo pour étudier à l'Académie norvégienne de musique, avait besoin d'un groupe pour un concert qu'il avait déjà réservé. Ne connaissant personne, il forme un groupe parmi ses condisciples. Il y trouve le bassiste Aslak Hartberg, le batteur Torstein Lofthus et le pianiste Morten Qvenild.
Leur premier album Where the Ragged People Go, est publié le 5 novembre 2001. À une époque où la jeune scène jazz norvégienne est dominée par le nu jazz, dont les précurseurs sont Bugge Wesseltoft et Nils Petter Molvaer, Shining attire l'attention en jouant leur jazz acoustique moderne et énergique. Leur musique contraste particulièrement avec celle de Jaga Jazzist, un groupe dont Jørgen Munkeby est alors membre depuis 1994.
Le son du groupe, inspiré par John Coltrane et Ornette Coleman,, est plus développé sur leur deuxième album, Sweet Shanghai Devil, publié par Jazzland Recordings en 2003. Leur musique est devenue plus libre, intégrant plus d’éléments extérieurs à l’idiome du  jazz, mais resté entièrement acoustique.

### Avec Rune Gramophone
L'année 2005 assiste à une transformation complète de la musique de Shining avec la sortie de leur troisième album, In the Kingdom of Kitsch You Will Be a Monster, où le rock progressif et le heavy metal sont mélangés avec le jazz expérimental entendu sur Sweet Shanghai Devil. Les instruments à vent de Munkeby y sont accompagnés par les guitares électriques et synthétiseurs Akai EWI, et la contrebasse de Aslak Hartberg a été très largement remplacée par la basse électrique. Des boîtes à rythmes ont également été utilisées sur l'album, ainsi qu'un panel d’instruments moins communs comme l'accordéon, l’harmonium, l’orgue d'église, un clavinet et un célesta.
Shining signe alors avec Rune Gramophone, un label spécialisé dans la musique expérimentale et improvisée. Ils ont également développé une nouvelle approche d’enregistrement. Alors que leurs albums précédents sont tous enregistrés avec le groupe en formation devant des micros, ils travaillent maintenant différentes parties des morceaux, sur plusieurs emplacements différents. Sous l'aile du producteur Kåre Christoffer Vestrheim, les morceaux sont mixés et assemblés en studios.
Munkeby déclare que Motorpsycho était sa principale source d'inspiration pour passer à un son plus rock-centré, et que l'album a été fortement influencée par Olivier Messiaen. Cette transformation s’est avérée être un succès. "In the Kingdom of Kitsch You Will Be a Monster", a été bien accueilli par la critique, autant en Norvège,,, qu’à l'étranger,,, et est nommé dans la section « Best New Music » de Pitchfork. Il remporte aussi le Alarm Award en tant que meilleur album de jazz en 2006. Le pianiste Morten Qvenild quitte Shining entre l'enregistrement et la sortie de l'album. Son remplaçant est Andreas Hesse Schei. Le bassiste Aslak Hartberg sera par la suite remplacé par Morten Strøm pour leur quatrième album, Grindstone.
Sur Grindstone, publié sur Rune Gramophone en janvier 2007, Shining affine le style développé sur In the Kingdom of Kitsch. Les compositions sont alors plus étroites, et sur l'ensemble la musique est plus drue, alors que l’album contient aussi quelques morceaux doux. En dehors du heavy metal, les influences classiques y sont affichées plus ouvertement et des éléments de bruit et de musique drone y ont été introduits. Comme son prédécesseur l'année précédente, Grindstone remporte le Alarm Award pour le meilleur album de jazz en 2007.

### Armageddon concerto
En octobre 2007, Shining tourne en Europe en première partie du groupe de black metal progressif Enslaved. les deux groupes avaient pris pour habitude de terminer leurs concerts par une reprise commune de 21st Century Schizoid Man de King Crimson. Après avoir vu une vidéo d’un de ces buffs, le programme Committee of Moldejazz commande aux deux groupes une œuvre de 90 minutes, écrite et jouée ensemble.
L’œuvre qui en découle, Nine Nights in Nothingness – Glimpses of Downfall, est souvent appelé The Armageddon Concerto, et est joué au Modeljazz le 19 juillet 2008. Le concerto se compose de neuf mouvements, dont cinq sont composés par Jørgen Munkeby et quatre par Ivar Bjørnson de Enslaved.
Inspiré par la mythologie nordique, les cultes apocalyptiques et la science-fiction, cette musique décrit la fin du monde, un environnement post-apocalyptique, puis, enfin, un nouveau départ... Musicalement les différents mouvements s’inspirent de beaucoup de sources, comme notamment György Ligeti, Olivier Messiaen, et John Coltrane, mais aussi Sunn O))) et les Beatles. Comme lors de la première représentation de The Armageddon Concerto au Moldejazz en 2008, Enslaved et Shining étaient les principales têtes d'affiche du Festival Roadburn en 2010, où Enslaved était artiste résident.

### Blackjazz

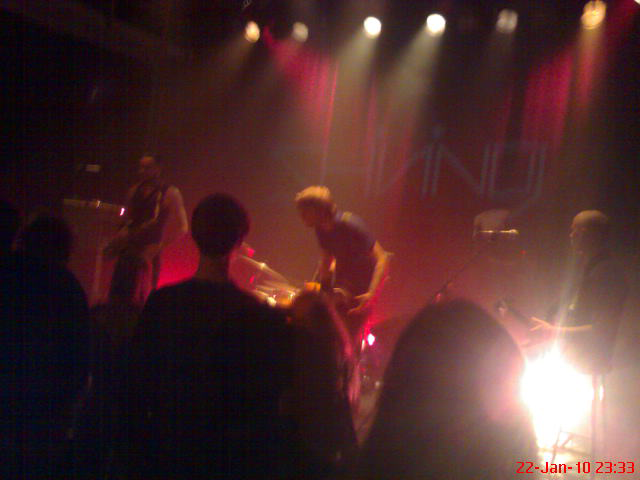
Shining au Tou Scene, Stavanger, en 2010.

Le cinquième album de Shining, Blackjazz est publié le 18 janvier 2010 par Indie Recordings. Le titre de l'album est destiné à conceptualiser le son de Shining, qui devient dans cet album encore plus dur et plus intense que jamais.
L'instrumentation est plus simple que sur les deux albums précédents, alors que Jørgen Munkeby se concentre sur les guitares et le saxophone. Cela donne un rendu plus proche des sonorités lives, puisque les compositions des albums précédents devaient être simplifiées lors de leurs prestations.
Selon Munkeby, une grande source d'inspiration dans le développement du genre, Blackjazz découle de sa participation à In Lingua Mortua entre 2006 et 2007. Pour citer Munkeby : « Lars (Lars Fredrik Frøislie) est un mélange rafraîchissant d’un déploiement intellectuel impressionnant et d’une sensibilité puissante, brutale, qui ont été d’une profonde inspiration pour moi. Lars est un véritable pionnier. Il a été le premier à m’inviter à jouer du sax dans formation de black metal et, ce faisant, a fortement contribué au développement de Shining vers une émergence Blackjazz. »
La collaboration entre Shining et Enslaved a également eu une forte influence sur le mouvement Blackjazz. En effet, le premier single de l'album, Fisheye, est une version plus récente du septième mouvement de l'Armageddon Concerto. De plus, l'édition vinyle de BlackJazz comprend une version studio du premier mouvement du concerto comme morceau bonus. Blackjazz se termine par une reprise de 21st Century Schizoid Man, avec en guest les voix de Grutle Kjellson d'Enslaved.

## Membres

### Membres actuels
- Jørgen Munkeby - saxophone, guitare électrique, EWI, voix etc. (depuis 1999)
- Håkon Sagen – guitare électrique (depuis 2010)
- Eirik Tovsrud Knutsen - synthétiseur (depuis 2014)
- Tobias Ørnes Andersen - batterie (depuis 2014)
- Ole Vistnes - basse (depuis 2015)

### Anciens membres
- Morten Qvenild – piano (1999–2004), claviers, synthétiseur (2004)
- Aslak Hartberg – contrebasse (1999–2005), basse (2004–2005)
- Andreas Hessen Schei – claviers, synthétiseur (2005–2006)
- Morten Strøm – basse (2005–2008)
- Andreas Ulvo – claviers, synthétiseur (2007–2008)
- Even Helte Hermansen – guitare (2007–2010)
- Bernt Moen – claviers, synthétiseur (2008–2012)
- Torstein Lofthus – batterie (1999–2014)
- Knut Løchsen – claviers, synthétiseur (2012–2014)
- Tor Egil Kreken – basse (2008–2015)

## Discographie
- 2001 : Where the Ragged People Go
- 2003 : Sweet Shangai Devil
- 2005 : In the Kingdom of Kitsh You Will be a Monster
- 2007 : Grindstone
- 2010 : Blackjazz
- 2011 : Live Blackjazz
- 2013 : One One One
- 2015 : International Blackjazz Society
- 2018 : Animal